# 부니
부니(Sapropel)는 해양지질학에서 유기물이 풍부한 어두운 색의 퇴적물이다. 부니의 유기 탄소 농도의 무게는 보통 2 wt.%를 초과한다.
세계 해양의 무산소 사건들로 비롯된 부니 퇴적물은 중요한 기름원 암석을 형성한다.